# Einstein@Home
Einstein@Home ist ein Volunteer-Computing-Projekt, das die LIGO Scientific Collaboration betreibt, eine internationale wissenschaftliche Kollaboration physikalischer Forschungsinstitute. Es handelt sich um ein komplexes Projekt der Datenanalyse, dessen zeitlich aufwändigster Teil auf anderweitig nicht ausgelasteten Rechnern der teilnehmenden Öffentlichkeit abläuft.
Das Projekt sucht in den vom Laser Interferometer Gravitational wave Observatory in den Vereinigten Staaten und dem deutschen GEO600 gesammelten Daten nach Hinweisen auf Gravitationswellen von Pulsaren, die eine untypische Asymmetrie aufweisen. Seit März 2009 wird zusätzlich nach binären Radiopulsaren in den Daten des Areciboteleskops gesucht. Zudem wird in Daten des Fermi Gamma-ray Space Telescopes nach Gammastrahlung abgebenden Pulsaren gesucht.

## Hintergrund
Einstein@home dient der astrophysikalischen Grundlagenforschung. Laut der Allgemeinen Relativitätstheorie deformieren massereiche und beschleunigte Objekte wie Neutronensterne die Raumzeit um sie herum, wobei messbare Gravitationswellen entstehen sollten. Die Messung der Gravitationswellen soll durch Gravitationswellendetektoren auf Basis von Michelson-Interferometern geschehen. Nur ein Bruchteil derartiger Sterne ist wegen der großen Entfernungen überhaupt per Teleskop erfassbar.
Dem Nachweis derartiger Wellen wird mit zwei Ansätzen nachgegangen. Zum einen wird der gesamte Himmel nach Pulsaren mit einer ausgereifteren Methodik als klassischen Teleskopen abgesucht. Zum anderen wird mittels der Detektoren direkt nach Gravitationswellen gesucht. Hauptziel ist das Auffinden kontinuierlich abgegebener Wellen. Das Suchverfahren konzentriert sich daher auf das Umfeld von Pulsaren und vergleichbarer Objekte mit bekannter Position.

## Ziele
Dabei fallen wegen unbekannter Parameter wie Lage und Masse große Datenmengen an, die selbst auf heutigen Supercomputern auf Cluster-Basis lange Zeit zur vollständigen Analyse benötigen. Um die für die Analysen vergleichbar hohe Rechenleistung preisgünstig bei allerdings höherem Software-Wartungsaufwand erreichen zu können, kam man auf den Ansatz des verteilten Rechnens.
Ein weiteres Projektziel ist die Steigerung der Zahl der aktiven Teilnehmer, um die von den Detektoren gewonnenen Daten in annähernd Echtzeit analysieren zu können.

## Organisation und Teilnehmer
Maßgeblich am Projekt beteiligt ist auf deutscher Seite das Max-Planck-Institut für Gravitationsphysik (Albert-Einstein-Institut). Dort wird ein großer Teil der wissenschaftlichen Software entwickelt. Auf internationaler Seite besteht eine Kooperation mit der University of Wisconsin–Milwaukee. Die Leitung obliegt Bruce Allen. Die Institute sind Teil der LIGO Scientific Collaboration, einer Arbeitsgemeinschaft von mehreren hundert Experten aus Gebieten wie Physik und Informatik, die Forschungseinrichtungen zahlreicher Länder, überwiegend den Vereinigten Staaten, angehören. Diese stellen auch einen erheblichen Teil der für das Projekt notwendigen Rechner. Die anderen Rechner stellen freiwillige Projektteilnehmer, d. h. private Unternehmen oder Personen, aus einem vergleichbaren Spektrum von Ländern.

## Geschichte

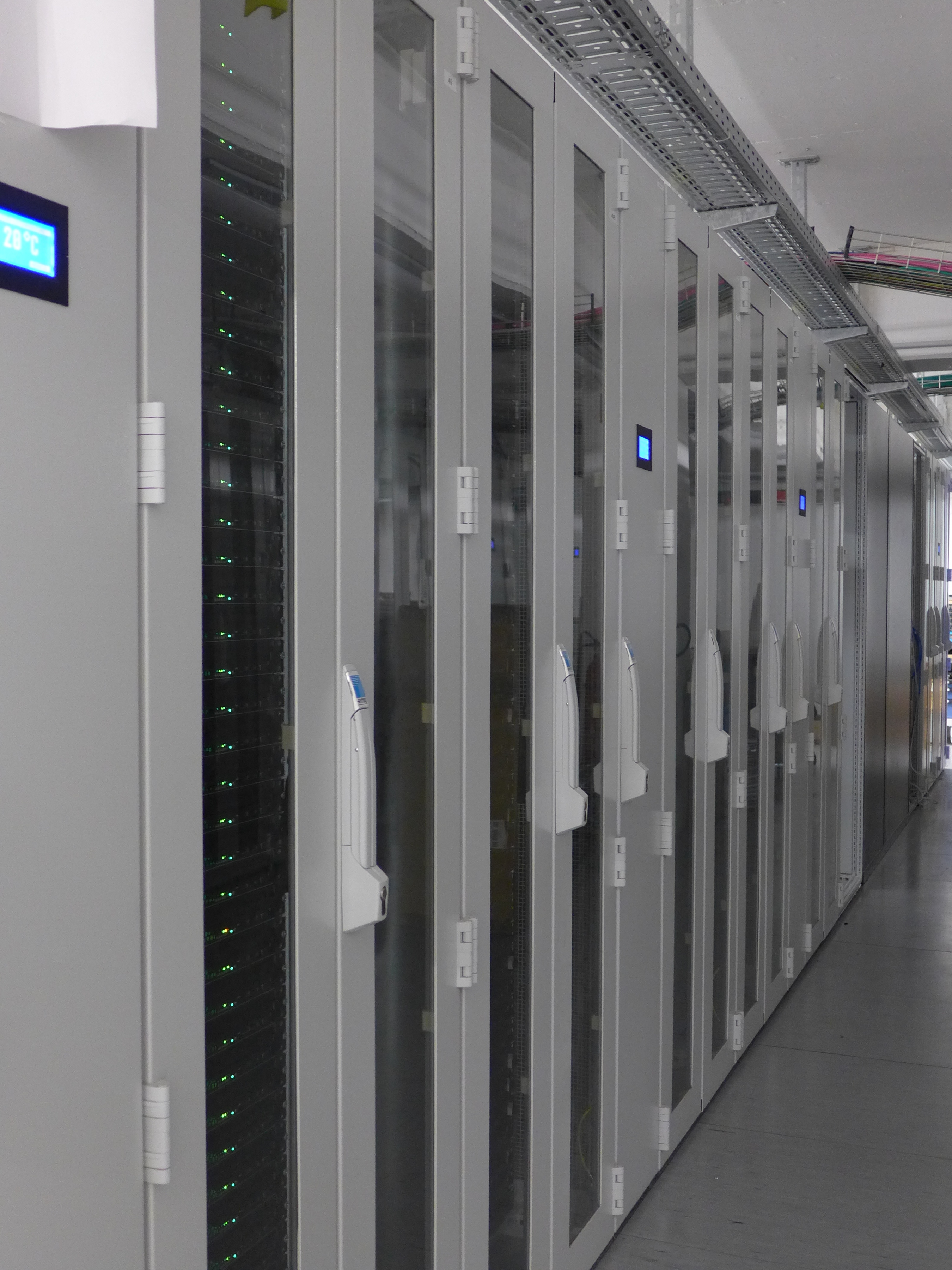
Im Rechenzentrum des ATLAS-Clusters

Das Projekt wurde im Rahmen des Jahres der Physik 2005 am 19. Februar 2005 offiziell gestartet.
Das Albert-Einstein-Institut war im März 2008 mit seinen Clustern Merlin (180 Dual-Athlon-XP-Maschinen) und Morgane (615 AMD-Opteron-Knoten) der zweitgrößte Einzelteilnehmer des Projekts. In ähnlicher Größenordnung stellte auch die D-Grid-Initiative dem Projekt Rechenzeit zur Verfügung. Das Albert-Einstein-Institut betreibt zur Auswertung der Daten in Hannover den Rechnerverbund ATLAS. Der größte Teil der Arbeit wird jedoch von den Computern von mittlerweile in kumulierter Betrachtung mehreren 100.000 Freiwilligen geleistet, wovon jedoch nur mehrere 10.000 Teilnehmer, teils mit mehreren Endgeräten, regelmäßig aktiv sind. Im September 2010 standen dem Projekt damit durch rund 118.000 Computern über 300 Teraflops an Rechenleistung zur Verfügung, was zu diesem Zeitpunkt dem Platz 14 in der Liste der weltweit schnellsten Supercomputer entsprach. Entsprechend dem Mooreschen Gesetz nimmt die Leistung ständig zu. Im Jahr 2016 leistete das Projekt mehr als 1600 Teraflops, wovon der ATLAS-Cluster mit rund 3000 Intel-Xeon-CPUs etwa ein Viertel beitrug und somit schnellster Einzelteilnehmer und zugleich schnellster Rechner der Gravitationswellenforschung war.

## Methoden

### Infrastruktur
Zum Management der Arbeitspakete wird die BOINC-Plattform verwendet. Projektteilnehmer erhalten nach Installation der BOINC-Software und Auswahl des Projekts Einstein@home automatisch Datenpakete, die auf ihren Desktops oder Smartphones während sonst ungenuzter Rechenzeit verarbeitet werden. Auf Endgeräten wie Smartphones, Tablets oder Raspberry Pi werden die Daten wegen der ARM-Architektur besonders energiesparend, aber auch vergleichsweise langsam verarbeitet, während die schnellsten Berechnungen auf Endgeräten wie Desktops mit GPGPU erfolgen.
Die Datenpakete und die Rechenergebnisse werden auf Servern des Albert-Einstein-Instituts vorgehalten. Das Rechenzentrum ist als Serverfarm angelegt, deren Geräte durch Gigabit-Ethernet zusammengeschaltet sind. Die innerhalb des Rechenzentrums abzuarbeitenden Aufgaben werden mittels HTCondor verteilt. Über Ganglia und Intelligent Platform Management Interface kann jeder Server einzeln überwacht werden. Ein kleiner Teil der Server organisiert die Aufgaben für Einstein@home, der größte Teil arbeitet Aufgaben des Projekts ab. Das System ist nicht auf Hochleistungsrechnen, d. h. für die schnellstmögliche Abarbeitung einer Aufgabe, optimiert, sondern auf schnellen Durchsatz verschiedener parallel abzuarbeitender Aufgaben.

### Verfahren
Ein wesentliches Teilziel ist die Trennung des Messsignals von Störeinflüssen, da das erwartete Ereignis sehr schwach ist. Dazu werden die von den Teleskopen ermittelten Daten in Segmente aufgeteilt. Die Enden der Segmente überlappen sich, um falsch-negative Befunde zu vermeiden. Mittels Fensterfunktion wird eine Überbewertung dieser Enden verhindert. Die Segmente werden einer Schnellen Fourier-Transformation und nach Zwischensortierung einem Chi-Quadrat-Test unterzogen. Analysen zu kontinuierlichen Gravitationswellen schließen zudem eine komplexe statistische Berechnung wie z. B. eine Hough-Transformation ein. Dadurch werden Signale ermittelt, die sich vom Weißen Rauschen abheben. Diese werden letztlich mittels Pattern Matching per Optimalfilter verglichen mit theoretisch erwarteten Signalen, deren mathematisches Muster berechnet wurde aus den Parametern Amplitude, Phase und der sich aus der Drehachse des Neutronensterns ergebenden Polarisation der Gravitationswelle.
Bei der Auswertung wirkt sich die begrenzte Empfindlichkeit der Detektoren nachteilig auf das Signal-Rausch-Verhältnis aus. Dem soll zum einen durch fortlaufende technische Verbesserungen der Detektoren entgegengewirkt werden, zum anderen sollen die zahlreichen Fehlbefunde, die bislang manuell aussortiert werden müssen, zukünftig per Computer gefunden werden. Dazu muss eine erhebliche Anzahl manueller Befunde erfasst werden, die der Software später als Datenbank dienen kann. Zur Beschleunigung des Verfahrens wurde daher auf das Konzept Citizen Science zurückgegriffen und im Jahr 2016 das Projekt "Gravity Spy" auf der Plattform Zooniverse gestartet.

### Rohdaten
Die Observatorien werden jeweils von mehreren Forschungsprojekten genutzt. Zudem ist die Menge der fortlaufend anfallenden Daten mit einigen Megabyte pro sec erheblich, denn die LIGO-Rohdaten werden mit einer Frequenz von 16 kHz gesammelt, was weit über der Nyquist-Frequenz liegt, damit auch Millisekundenpulsare sicher erfasst werden. Daher werden ihre Rohdaten zwischengespeichert. Daten des Arecibo-Observatoriums werden vom Rechenzentrum der Cornell University an das Einstein@Home-Projekt übertragen und unterliegen dort Hierarchischem Speichermanagement. Daten des Large Area Teleskops werden vom Rechenzentrum des Jodrell-Bank-Radioobservatoriums an das Einstein@Home-Projekt übertragen. Daten der LIGO-Observatorien können vom California Institute of Technology oder vom Spiegelserver der beteiligten University of Wisconsin–Milwaukee an das Einstein@Home-Projekt übertragen werden. Soweit die Original-Instrumentendaten im 16-bit- oder 4-bit-Format vorliegen, werden sie bereits im Projektserver zu IEEE 754-Gleitkommazahlen konvertiert.

### Ablauf
Da die Rechenkapazität letztlich beschränkt ist, werden Rohdaten in einem begrenzten Zeitraum gesammelt und anschließend in einem Arbeitsablauf analysiert. Je nach Zielsetzung wird ein solcher Ablauf als Testlauf oder als wissenschaftlicher Lauf (S = englisch science run) bezeichnet. Ein Arbeitsablauf besteht im Wesentlichen aus drei Arbeitsschritten, von denen der erste und der dritte von Experten ausgeführt wird, während der zweite auf den Rechnern der teilnehmenden Laien abläuft. Der erste Schritt umfasst das Erstellen des Algorithmus, die Aufbereitung der Daten und ihre Anpassung an die Leistungsfähigkeit der unterschiedlichen Rechner sowie an deren Betriebssysteme Linux, Windows, macOS und Android und die Konfiguration der Server. Im zweiten Schritt arbeitet die Einstein@home-Software die im ersten Schritt vorbereiteten Aufgaben, d. h. Arbeitseinheiten, auf den Geräten der Teilnehmer ab und veranlasst den Upload der Ergebnisse auf die Server. Der dritte Schritt umfasst das Speichern der Ergebnisse des zweiten Schritts einschließlich Bewertung und Nachbereitung sowie die wissenschaftliche Publikation.

## Ergebnisse
Einstein@Home begann seine Analysen mit 600 Stunden Datenmaterial aus dem LIGO-Durchlauf S3, dessen Genauigkeit jedoch noch um einiges von der angestrebten Präzision des LIGO-Detektors entfernt war. Die Daten waren bereits vorher im Rechnerverbund untersucht worden, wobei keine Auffälligkeiten entdeckt worden waren. Der erste Einstein@Home-Durchlauf mit S3-Daten diente daher vor allem dem Test der wissenschaftlichen Anwendung und einer besseren Kalibrierung. Dabei wurden zahlreiche Störsignale entdeckt und entfernt. Diese Störsignale kommen durch die Empfindlichkeit der Detektoren zustande. Vor allem durch seismische Störungen, aber auch durch Signale aus dem Stromnetz oder die Meeresbrandung schlagen sie permanent aus. Von diesen Störungen ist jeder Detektor individuell betroffen. Eine Gravitationswelle würde sich dadurch verraten, dass alle Detektoren weltweit gleichzeitig ausschlagen. Nach der „Säuberung“ der S3-Daten wurde diese neue Version nochmals analysiert. Zusätzlich wurden einige falsche Signale eingestreut, um Aussagen über die Entdeckungswahrscheinlichkeit von relevanten Signalen zwischen den Störungen machen zu können.
Von Ende Juni 2005 bis Mitte 2006 lief die Analyse des Anfang 2005 durchgeführten LIGO-Durchlaufs S4, der einen Genauigkeitsfaktor von 2 erreichen sollte.
S5 sollte der erste Durchlauf werden, der die angepeilte Genauigkeit erreicht. Im Rahmen von S5 wurden die LIGO-Detektoren kontinuierlich ein Jahr lang betrieben. Die Analyse der S5-Daten begann im Juni 2006. Der erste Suchlauf S5R1 in diesem Datensatz wurde im Februar 2007 abgeschlossen. Es folgte ein kurzer Suchlauf S5RI in einem begrenzten Frequenzbereich mit einem modifizierten Parametersatz, der bis Mitte April 2007 andauerte. Währenddessen sammelten die Detektoren weiter Daten im Rahmen von S5. Der Berechnungsaufwand steigt dabei exponentiell.
Um die Berechnungen bewältigen zu können, wurde im Suchlauf S5R2 eine neue Anwendung getestet, die eine hierarchische Suche implementiert. Dabei wird zunächst nur in einem groben Raster gesucht und sich später auf die vielversprechenden Stellen konzentriert.
Ab 23. September 2007 begann der Suchlauf S5R3 mit einer zweiten Version des Algorithmus zur hierarchischen Suche, die die Empfindlichkeit etwa um den Faktor 6 verbessert. Der Lauf S5R3b ist eine nahtlose Fortsetzung des S5R3 im Frequenzband oberhalb von 800 Hz. Seit August 2008 fand der Suchlauf S5R4a statt.
Wurden bereits im Dezember 2008 Testläufe für die Suche nach binären Radiopulsaren durchgeführt, werden seit Ende März 2009 Workunits für die Arecibo Binary Pulsar Search genannte Applikation an alle Teilnehmer des Einstein@Home-Projekts verteilt, sofern die Teilnehmer diese in den teilnehmerspezifischen Einstellungen nicht deaktivieren. Nach einigen Wochen von Tests wurden am 26. November 2009 die GPU-Anwendungen zur Arecibo Binary Pulsar Search für Windows und Linux freigegeben. Während der Großteil der Berechnungen weiterhin auf der CPU stattfinden, werden die schnellen Fourier-Transformationen nun auf der GPU berechnet, was zumindest für diesen Teil der Aufgabe zu einer erheblichen Verkürzung der Rechenzeit führt.
Im Juni 2010 gelang dem Projekt der Fund des bisher unbekannten Pulsars PSR J2007+2722 im Sternbild Fuchs.
Im März 2011 konnte ein zweiter Erfolg verzeichnet werden mit der Entdeckung des Pulsars PSR J1952+2630 in den Daten aus dem Jahr 2005 des Arecibo-Observatoriums. Bis August 2012 wurden durch das Projekt 46 neue Pulsare entdeckt. 2013 veröffentlichte man die Entdeckung von 24 Pulsaren im Rahmen einer Analyse, der mit dem Parkes-Observatorium gesammelte Daten zugrunde lagen.
Das Projekt hat von der Rechenleistung her im Januar 2013 die 1-Petaflop-Grenze überschritten und befindet sich von der Rechenleistung des Grids her gesehen auf Augenhöhe mit den 23 leistungsfähigsten Großrechnern der Welt. Das Projekt ist auch verbunden mit der Entdeckung von Gravitationswellen.
Zu den Entdeckungen gehört ein im Jahr 2015 nachgewiesener Pulsar, der sich hinter einem anderen Stern befand. Im Jahr 2016 wurde vergeblich versucht, Gravitationswellen bei dem relativ jungen Objekt Cassiopeia A nachzuweisen. Im selben Jahr wurden 17 Gammastrahlung abgebende Pulsare entdeckt, von denen einer einen Glitch durchmachte. 2016 wurden mit diesem Verfahren zwei Neutronensterne entdeckt, die als Doppelstern zusammenwirken.
Im Jahr 2018 wurden mit Daten der fünf vorherigen Jahre des Fermi Gamma-ray Space Telescopes 2 weitere Pulsare nachgewiesen. Erstmals handelte es sich dabei um solche, die zwar Gammastrahlung abgaben, deren mit Radioteleskopen nachzuweisende Strahlung jedoch zu schwach war oder nicht in Richtung Erde strahlte. Somit wurde ein Werkzeug vorgestellt, mit dem derartige Objekte auch bei Einflüssen von Streuung oder Dunkler Materie zwischen Teleskop und Objekt nachweisbar sein können.
Bis Anfang 2019 konnten kontinuierliche Gravitationswellen nicht nachgewiesen werden, obwohl die Suche auf einige Supernova-Überreste wie Cassiopeia A konzentriert wurde. Dennoch gelang eine Absenkung der Nachweisgrenze.
2021 klärte das Projekt Einstein@Home die Natur eines Doppelsterns auf. Dabei konnte eine zuvor aufgestellte Vermutung bestätigt werden, nach der das System J2039-5617 einen sogenannten Redback-Pulsar enthält, der Material aus einem masseärmeren Begleiter, einem Roten Zwerg aufnimmt. Zudem konnten eine Umlaufzeit von 5,5 Stunden und weitere Details des Systems ermittelt werden.
Die Ergebnisse betreffen also:
- die Suche nach Gravitationswellen (englisch Gravitational Wave search)
- die Suche nach binären Pulsaren in den Daten des Arecibo-Teleskops (englisch Binary Radio Pulsar Search)
- die Suche nach Gamma-Pulsaren (englisch Gamma-ray pulsar search)